# Oued Merguellil
Vous lisez un « bon article » labellisé en 2009.
L'oued Merguellil (arabe : وادي مرق الليل) est un oued qui coule dans le centre de la Tunisie, plus précisément à l'ouest de la ville de Kairouan.
Ayant un débit irrégulier, avec une moyenne de 0,6 m3/s par an, il draine les précipitations touchant la dorsale tunisienne aux côtés des oueds Zeroud et Nebhana ; il figure ainsi parmi les principaux cours d'eau qui débouchent dans la plaine de Kairouan. Durant les mois humides, il irrigue cette importante région agricole où la nappe phréatique joue un grand rôle.
Longtemps source de crues dévastatrices, il a été maîtrisé au cours du XXe siècle par la construction de divers aménagements de protection, dont le barrage d'El Haouareb, ce qui n'est pas toutefois sans impact sur l'équilibre de l'environnement régional sur le plan de la gestion de l'eau et de l'érosion.

## Géographie

### Cours
Le lit de l'oued Merguellil naît dans les massifs montagneux du haut plateau de Makthar puis se dirige en direction du sud-est, en prenant les noms successifs d'oued Bahloul, Chrira et Kerd, jusqu'au synclinal du Jebil où il bifurque d'ouest en est. Il s'oriente ensuite à nouveau vers le sud-est, en prenant le nom de Merguellil, et longe le flanc ouest du Djebel Ousselat, charriant une série d'oueds secondaires drainant la région.
Après avoir traversé par la faille d'El Haouareb, au niveau de laquelle un barrage a été édifié, il se transforme en un lit large mais instable à travers la plaine de Kairouan ; il récolte au passage les eaux des oueds du Djebel Cherichira (notamment l'oued Cherichira) et du Djebel Baten, avant de s'orienter vers le nord-est.
Ses eaux ne rejoignent pas la mer Méditerranée mais finissent parfois en partie dans la sebkha Kelbia alors qu'une autre partie rejoint l'oued Zeroud qui coule en parallèle, quinze kilomètres plus au sud.

### Hydrographie
Le bassin versant de l'oued Merguellil est limité par la retombée sud des djebels Bellouta et Serdj au nord, par le plateau d'El Alâa au sud, par le Djebel Barbrou et le haut plateau de Kesra à l'ouest et par la plaine de Kairouan à l'est ; cette dernière constitue par ailleurs son exutoire naturel. Il se divise entre une partie amont relativement montagneuse, couvrant 118 000 hectares, et une partie aval constituée d'une vaste plaine agricole couvrant 35 532 hectares. Le bassin aval dispose d'un important réservoir aquifère mais la nappe alluviale, seule ressource en eau douce disponible, y est exploitée sans contrôle réel, ce qui a conduit à une baisse de son niveau, puisqu'elle n'est plus alimentée par les crues de l'oued maîtrisées par les barrages en amont ; la forte baisse du niveau piézométrique dépasse dans certaines zones un mètre par an,.
Par ailleurs, en raison des activités agricoles, la pression sur le milieu a provoqué la dégradation des versants et de l'érosion dans tout le bassin, le bassin amont figurant parmi les régions les plus érodées de la Tunisie centrale. Ce phénomène a eu pour conséquence la pollution des eaux par les sédiments et le colmatage des infrastructures hydrauliques (barrages et canaux d'irrigation) situées en aval ; le barrage d'El Haouareb s'envase ainsi en moyenne de 2,1 millions de tonnes de sédiments par an.

Oueds Zeroud, Merguellil et Nebhana convergeant dans la plaine de Kairouan.

La plupart des affluents de l'oued Merguellil se trouve sur sa rive droite : les oueds Morra, Zebbes, El Hammam et Ben Zitoune.

### Hydrologie
L'oued Merguellil, en raison de son profil caractéristique d'oued, est alimenté selon un régime pluvial irrégulier engendré par des influences climatiques conflictuelles : un climat frais, humide et subhumide au nord et un climat aride et désertique au sud. Cette situation conduit à des fluctuations marquées par d'importantes irrégularités pluviométriques (en moyenne de l'ordre de 300 millimètres par an) et de grandes amplitudes thermiques ; les pluies sont par ailleurs plus fortes en amont qu'en aval. La pluviométrie réduite conduit à une quasi-absence d'eau en été mais engendre parfois des crues importantes en automne, lorsque la pluie tombe en un court laps de temps. La région a connu plusieurs épisodes documentés de crues au cours du XXe siècle.
Ainsi, entre le 7 et le 13 décembre 1931, d'importantes précipitations de l'ordre de 100 à 200 millimètres touchent le bassin amont, occasionnant des inondations, la sebkha Kelbia débordant et coupant la route à la hauteur de Sidi Bou Ali. Toutefois, celles-ci sont sans commune mesure avec celles touchant presque toute la Tunisie à l'automne 1969 et qui ont eu des conséquences économiques et humaines dramatiques (plusieurs centaines de morts et des dizaines de milliers de sans abris).
L'épisode commence avec des précipitations relativement faibles durant les vingt premiers jours de septembre et qui causent de faibles crues de l'oued. La dernière partie du mois est en revanche beaucoup plus pluvieuse et dépasse à elle seule la moyenne mensuelle des précipitations ; la région de Makthar connaît un excédent de 377,1 millimètres et celle de Kairouan de 98,3 millimètres. Les pluies du mois d'octobre, notamment dans la période du 21 au 31 octobre, sont à nouveau exceptionnelles par rapport à la moyenne mensuelle (excédent de 398,8 millimètres à Makthar et de 438,5 millimètres à Kairouan). Celles-ci conduisent à des inondations brutales : l'oued charrie sur les deux mois un total de 155 millions de mètres cubes avec un débit maximal mesuré à Haffouz de 4 000 m3/s. Même si les débordements se limitent à certaines zones (El Haouareb, Raqqada et Kairouan entourée par les eaux mais protégée par des digues à peine achevées), ils ont conduit à des modifications du lit de l'oued et à d'importants phénomènes d'érosion et de sédimentation occasionnant des dégâts importants. La sebkha Kelbia, à sec et disposant d'une capacité de 200 millions de mètres cubes, a finalement débordé via l'oued Essed vers la sebkha Halk El Menzel, dont les eaux ont fini par se déverser dans la mer Méditerranée. Cet épisode a été le dernier du genre avant l'aménagement du barrage d'El Haouareb.

### Gouvernorats et principales délégations traversés
La partie nord-ouest du bassin se trouve dans le gouvernorat de Siliana ; près de 80 % de sa superficie est cependant située dans le gouvernorat de Kairouan :

Carte des délégations traversées.

- Gouvernorat de Siliana ;
  - Délégation de Makthar ;
  - Délégation de Kesra ;
- Gouvernorat de Kairouan ;
  - Délégation d'El Alâa ;
  - Délégation de Haffouz ;
  - Délégation de Chebika ;
  - Délégation d'Oueslatia ;
  - Délégation de Hajeb El Ayoun.

## Histoire

### Histoire du bassin
Des traces d'une présence humaine remontant au Paléolithique inférieur ont été retrouvées dans le bassin de l'oued Merguellil et témoignent de l'ancienneté du peuplement de la région par des populations nomades.
À leur arrivée, les Romains, premiers occupants sédentaires, s'installent surtout dans les zones riches en eau du bassin amont, plus favorables au développement de l'habitat et de l'agriculture et où ont été retrouvés divers vestiges,. Ils y apportent des techniques d'utilisation de l'eau de ruissellement, notamment par la construction d'ouvrages de collecte de l'eau, et développent l'oléiculture — activité illustrée par les nombreuses presses à olives retrouvées — mais aussi l'élevage et la céréaliculture.

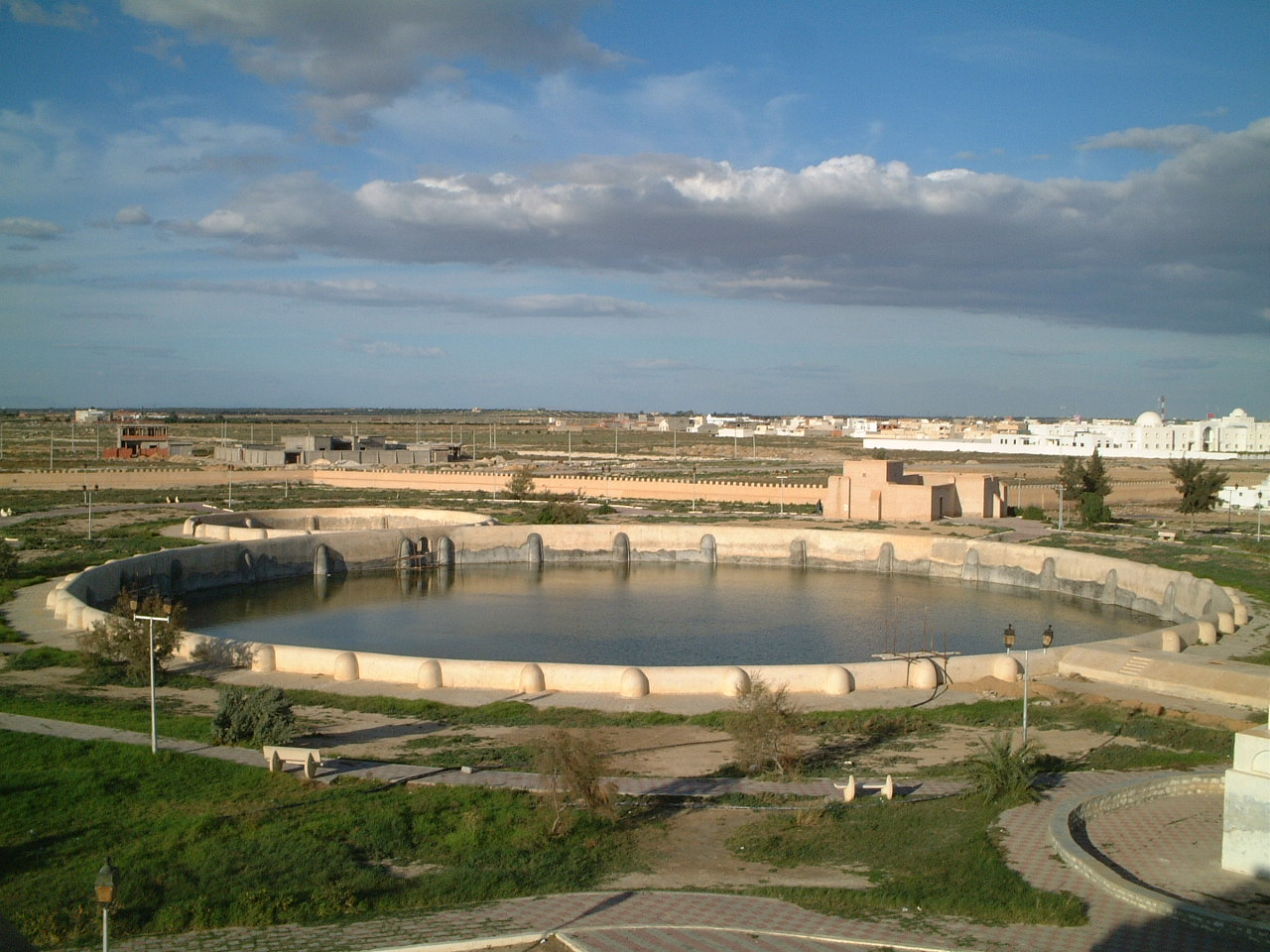
Bassins des Aghlabides à Kairouan, partiellement alimentés par un système de drainage des eaux du Merguellil.

À partir du VIIe siècle, les diverses invasions détruisent les aménagements existants ; la tribu arabe des Zlass s'installe finalement dans la plaine, cantonnant les Berbères dans les montagnes comme le Djebel Ousselat. Les Arabes n'apportent pas de nouvelles techniques agricoles et se concentrent sur le développement urbain : Kairouan est ainsi dotée d'un grand aménagement hydraulique, les bassins des Aghlabides, qui collecte les eaux du bassin versant pour alimenter la cité en eau potable.
Aux XVIIIe et XIXe siècles, la plupart des populations sont toujours nomades mais la région ne connaît pas de véritable émigration — malgré la pauvreté qui touche les zones de steppe — qui se limite à des migrations saisonnières destinées à compléter les revenus issus de l'agriculture ; cette situation marque une différence avec la plupart des régions du pays à cette époque. Lorsque les colons français s'installent dans la plaine à la fin du XIXe siècle et y réalisent de grandes plantations, ils contraignent les nomades à partir vers les montagnes. En effet, leur installation reste plus limitée dans le bassin amont en raison de son caractère peu propice aux cultures céréalières. Deux grands domaines français seulement y sont aménagés pour exporter céréales, produits de l'élevage et de l'arboriculture vers la France : l'une à l'emplacement du barrage d'El Haouareb (3 700 hectares) et l'autre sur une partie des délégations actuelles de Haffouz et Oueslatia (8 000 hectares). L'agriculture modernisée fait émerger des centres ruraux, comme Pichon (actuelle Haffouz), à proximité d'exploitations et modifie profondément le paysage agricole, notamment par la destruction des aménagements traditionnels de collecte des eaux. Allié au labour profond, ces transformations provoquent rapidement une érosion et une diminution importante de la fertilité des sols.
Après l'indépendance du pays en 1956, l'arboriculture et l'apparition de l'irrigation à grande échelle (surtout à partir des années 1970) améliorent le potentiel agricole du bassin aval, mais bouleversent à nouveau le paysage rural. Dans le même temps, le développement des cultures réduit la surface disponible pour l'élevage, ce qui a pour conséquence une diminution de la taille des troupeaux et une sédentarisation des populations encore nomades. Régions traditionnellement prisées, les zones montagneuses deviennent des zones de pauvreté, le développement des villes encourageant rapidement l'exode rural, même si peu d'habitants du bassin versant émigrent à l'étranger,. C'est pourquoi l'État met en place une politique en faveur des zones enclavées du bassin amont dès 1987 ; leur aménagement reste cependant difficile car la plupart des foyers n'ont pas l'eau courante et certaines habitations ne sont accessibles que via des pistes non carrossables.

### Aménagements
Divers barrages ont été construits sur le bassin amont de l'oued Merguellil afin de lutter contre les crues et d'approvisionner des périmètres agricoles par l'irrigation. Le fonctionnement hydrologique de l'oued a donc été bouleversé. De nombreux aménagements de protection contre l'érosion ont aussi sensiblement modifié les écoulements de surface alimentant l'oued.
Le bassin du Merguelil a ainsi fait l'objet d'aménagements ponctuels contre l'érosion à partir des années 1950. Après quelques travaux exécutés dans le cadre de chantiers publics pour lutter contre le chômage, un projet en coopération avec l'USAID finance entre 1962 et 1972 les premières interventions (banquettes et lacs collinaires),. Mais ce sont les grandes crues de 1969 qui conduisent à de grands aménagements dans le cadre d'une politique globale. Le barrage d'El Haouareb, inauguré en 1989, est le principal d'entre eux ; il tire son nom de la ville d'El Haouareb située à douze kilomètres au sud-est d'Haffouz et à trente kilomètres au sud-ouest de Kairouan. Dimensionné en fonction des débits de 1969, il dispose d'une capacité maximale de 90 millions de mètres cubes mais n'a jamais été totalement rempli, l'apport annuel moyen variant entre 5 et 37 millions de mètres cubes.
Afin d'éviter son envasement, le bassin amont est équipé de plus de 200 km2 de banquettes, de lacs et de barrages collinaires (38 lacs et cinq barrages collinaires) pour un volume moyen d'un million de mètres cubes,. Trois décennies plus tard, ils ont laissé la place à un aménagement intégré. Car, si celui-ci réduit l'envasement du barrage d'El Haouareb, il entraîne en même temps une réduction des apports en eau vers l'aval, menaçant l'exploitation de la nappe phréatique dans la plaine de Kairouan qui est tributaire de la recharge du barrage.

## Activités économiques
Le bassin de l'oued Merguellil, en raison de sa situation au centre de la Tunisie et malgré son climat aléatoire, représente un fort potentiel pour le développement agricole du pays : plus de 85 % de la population est d'ailleurs rurale, en majorité à vocation agro-pastorale. Malgré des conditions difficiles et l'extension de l'arboriculture, la céréaliculture continue à y être une ressource importante. C'est dans le bassin aval que l'essentiel de l'eau de l'oued est puisée, par le biais d'une très forte densité d'ouvrages d'exploitation de la nappe phréatique qui lui est liée : le bassin versant compte près de 5 000 puits équipés en 2004 alors qu'il n'y en avait qu'une centaine dans les années 1960, augmentation engendrée essentiellement par les incitations publiques.
Dans le bassin amont, les paysans pratiquent une agriculture en sec : l'arboriculture d'oliviers (71 % des plantations) et d'amandiers (12 %) et la céréaliculture dominent dans cette zone même si on y trouve également de petits élevages. Toutefois, en raison de la petite taille des exploitations — souvent inférieure à cinq hectares — et des conditions climatiques fluctuantes, les exploitants sont souvent contraints de pratiquer des migrations journalières ou saisonnières vers les villes pour compléter leurs revenus. De plus, mise à part dans quelques municipalités comme El Alâa, Haffouz ou Kesra, l'habitat est dispersé, isolé et parfois difficile d'accès. Les cultures irriguées ne sont présentes que sur quelques îlots liés à une ressource en eau disponible car l'érosion des sols procure des rendements faibles.
Dans le bassin aval, l'agriculture irriguée, en particulier les cultures maraîchères, est beaucoup plus présente et la ressource en eau a permis une grande diversification des cultures même si le paysage agricole reste peu varié : céréales (comme le blé dur, le blé tendre, le sorgo, l'avoine et l'orge), pomme de terre, oignon, petits pois, fève, piment, pastèque, melon, tomate, oliviers, pommiers, abricotiers ou encore pêchers. Le gouvernorat figure d'ailleurs au premier rang national pour la production des abricots et des piments. Contrairement au cas du bassin amont, une famille parvient à vivre sur une parcelle irriguée ne s'étendant que sur un hectare seulement.
La bonne qualité de l'eau du bassin amont a permis l'apparition de nombreux forages pour alimenter la zone touristique du Sahel.